# Always Say Goodbye
Always Say Goodbye ist ein Jazzalbum von Charlie Haden und seinem Quartet West, das im Jahr 1993 aufgenommen und bei Verve veröffentlicht wurde.

## Hintergrund
Always Say Goodbye ist eine Hommage von Haden und dem Quartet West an die Hollywood-Produktionen und den Jazz der 1930er und 1940er Jahre. Das Album beginnt und endet mit Ausschnitten aus dem Howard-Hawks-Film The Big Sleep von 1946. „Die Platte beginnt und endet mit Dialogen aus einem meiner Lieblingsfilme überhaupt: The Big Sleep. Ich wäre so gerne am Set dabei gewesen, hätte Raymond Chandler getroffen, mit Bird, Chet und Larance im Trade Winds in Los Angeles gespielt. .. Irgendwie trägt mich die Musik zumeist dahin.“ Das Titelstück ist eine Komposition Hadens, das durch Broadbents Pianosolo die nostalgische Stimmung des Albums prägt.
Das Album verwendet oft den Kunstgriff, ein Stück zuerst vom Quartet West zu spielen, um dann in das Original über zu blenden. Beim Titel Où es-tu mon amour? (Where Are You, My Love?) spielt Stéphane Grappelli zuerst mit dem Quartet West, dann blendet das Stück in eine Version des gleichen Stücks aus dem Jahr 1949 über, die Django Reinhardt und Stephane Grappelli mit einer italienischen Rhythmusgruppe in Rom eingespielt hatten.

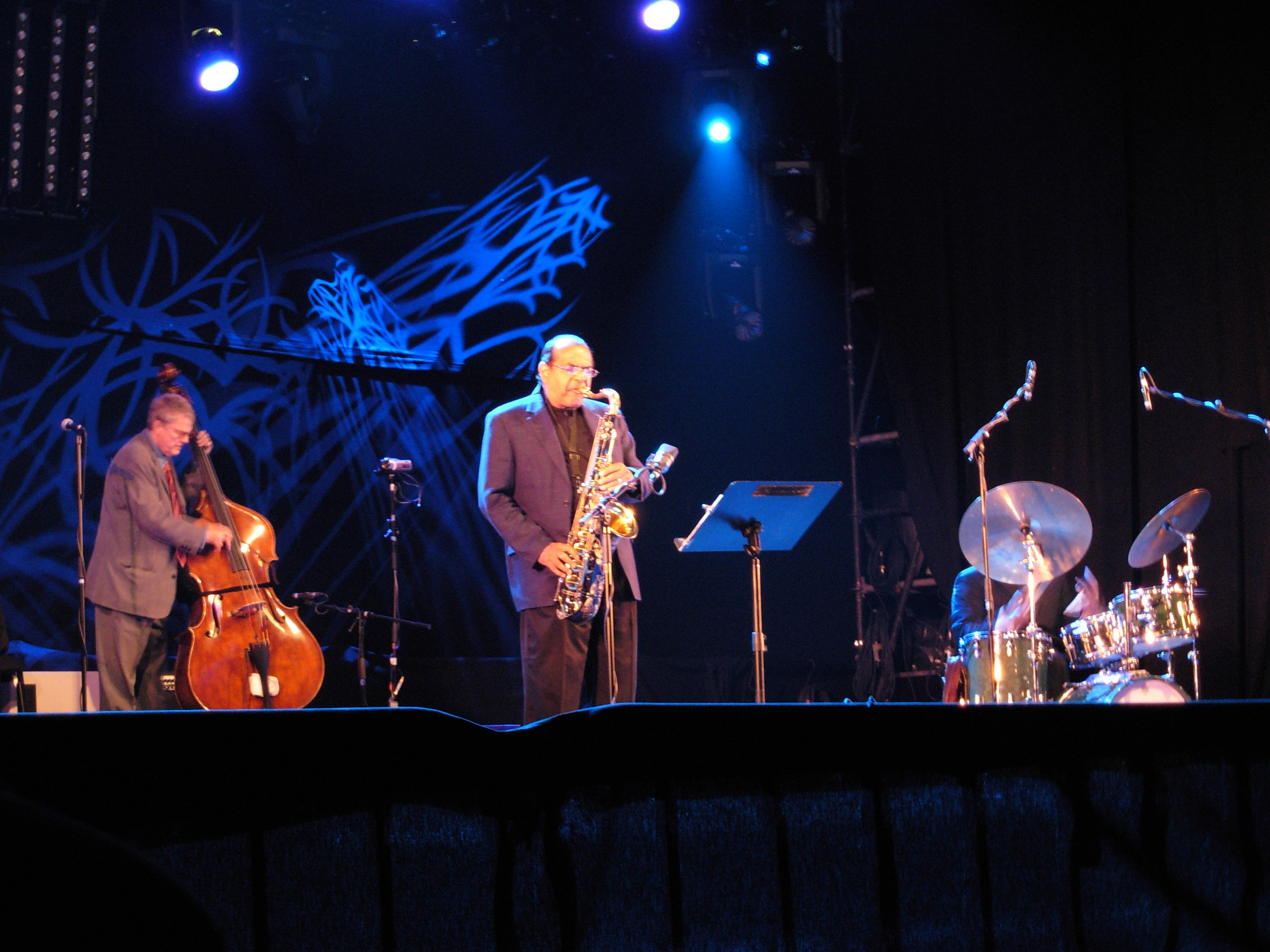
Charlie Haden Quartet West (2007)

## Titelliste
1. Introduction (Max Steiner / Adolph Deutsch) – 0:58
2. Always Say Goodbye – 6:38
3. Nice Eyes – 5:04
4. Relaxin' at Camarillo (Charlie Parker) – 3:58
5. Sunset Afternoon (Alan Broadbent) – 4:13
6. My Love and I [Love Song from Apache] (Johnny Mercer, David Raksin) – 3:19
7. Alone Together (Howard Dietz, Arthur Schwartz) – 5:21
8. Our Spanish Love Song – 6:07
9. Background Music (Warne Marsh) – 4:45
10. Où es-tu mon amour? (Where Are You, My Love?) (Henry Lemarchand, Emile Stern) – 6:44
11. Avenue of Stars (Broadbent) – 5:52
12. Low Key Lightly [Variation on the Theme of Hero to Zero] (Duke Ellington) – 4:52
13. Celia (Bud Powell) – 4:57
14. Everything Happens to Me (Tom Adair, Matt Dennis) – 6:25
15. Ending – 0:34

Die Kompositionen stammen, sofern nicht anders vermerkt, von Charlie Haden
- Aufgenommen in Hollywood, Kalifornien, zwischen dem 30. Juli und 1. August 1993

## Rezeption
Daniel Gioffre vergab bei Allmusic vier von fünf möglichen Sternen und schrieb über das Album:

“Always Say Goodbye is part of the continuing Quartet West project by Haden, in which the venerable bassist attempts to evoke the spirit of Hollywood circa 1930-1940... The results, though at first a little bit unsettling, are quite spectacular... Highly recommended.”

„Always Say Goodbye ist Teil des fortlaufenden Projekts Quartet West von Haden, in dem der ehrwürdige Bassist versucht, den Geist von Hollywood circa 1930–1940 heraufzubeschwören ... Die Ergebnisse, obwohl zuerst ein wenig beunruhigend, sind aufsehenerregend ... Sehr zu empfehlen.“

Das Album wurde von den Kritikern des Down Beat im Jahr 1994 zum Jazzalbum des Jahres gekürt.